# Бюрен
Бюрен (нидерл. Buren, МФА: [ˈbyːrə(n)] нидерландское произношениео файле) — город в общине Бюрен в нидерландской провинции Гелдерланд, в Средние века — центр обособленного графства. Население 25,6 тыс. жит. (2007).

## История и описание
Бюрен, впервые упомянутый хронистами под 772 годом, в XIII веке был центром сеньории, владельцы которой имели здесь замок. В 1395 г. Бюрену были предоставлены права города, а вокруг него возведена стена, фрагменты которой уцелели и по сей день. В 1492 г. Бюрен стал графством в составе герцогства Гелдернского. Подобно самому герцогству, правила им одна из ветвей дома Эгмонтов.
Вильгельм I Оранский женился первым браком на наследнице этой ветви — графине Бюренской. С тех пор Бюрен стал одним из владений Оранского дома. Старинный замок был снесён в XIX веке, однако титул графа Бюрен по-прежнему входит в состав полного титула короля Нидерландов.

## Культура

### Музеи
В городе находятся два музея.
- Музей Королевской военной полиции, расположен в здании детского приюта XVII века.
- Музей Королевской семьи, расположен в историческом здании городской ратуши.

## Изображения

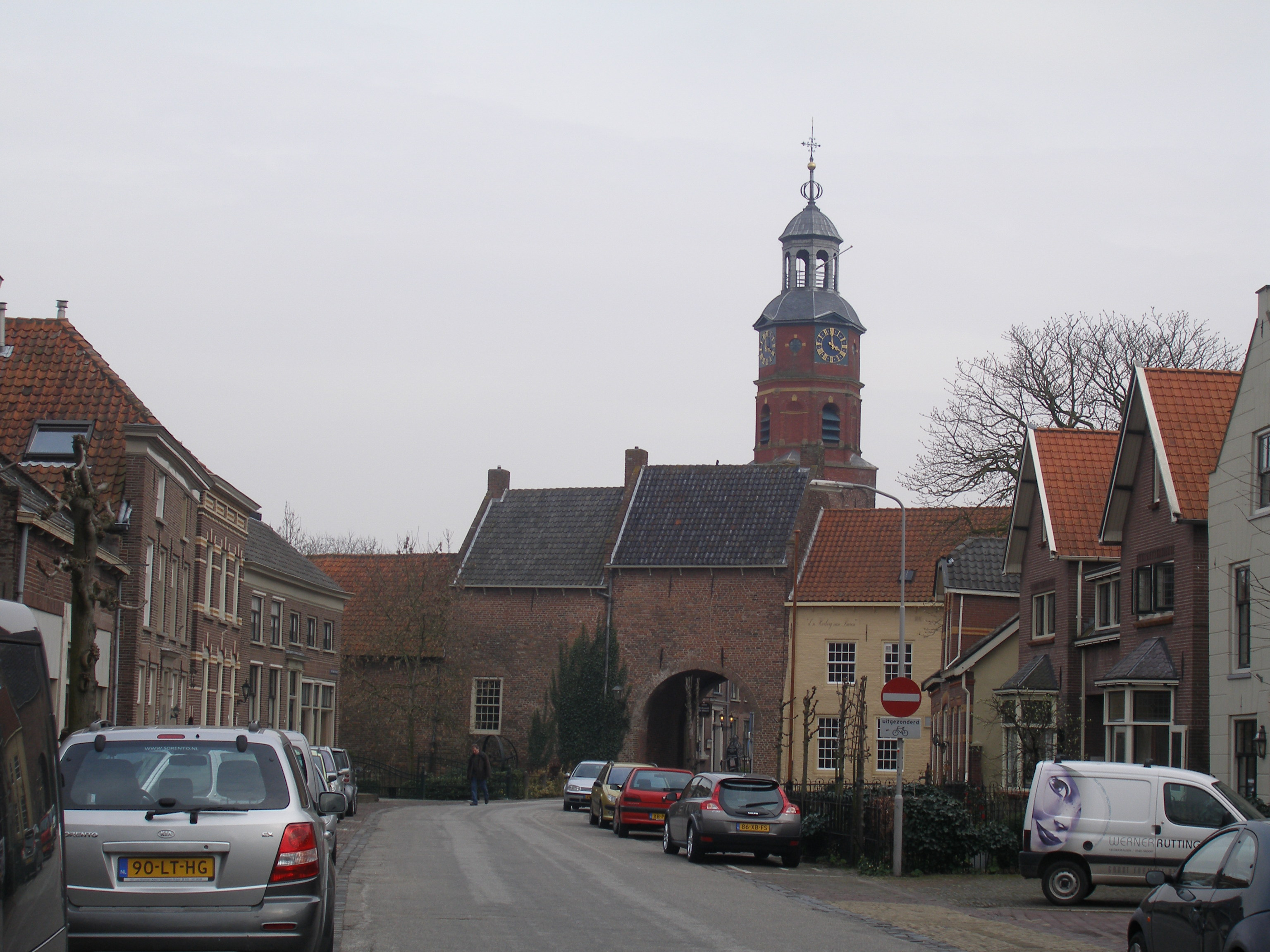
Церковь св. Ламберта
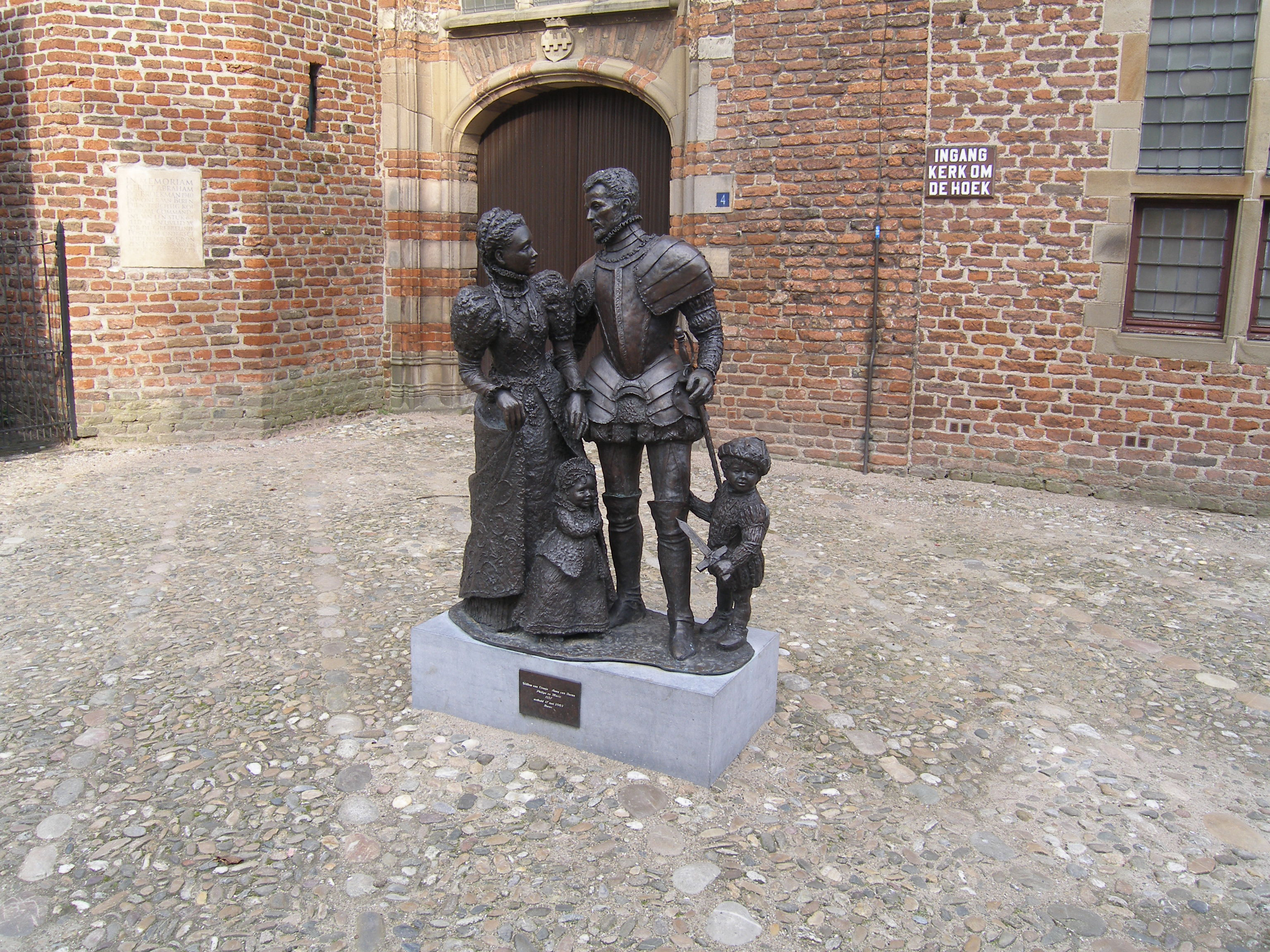
Скульптурная группа с изображением Анны Эгмонт-Бюрен и её супруга Вильгельма Молчаливого
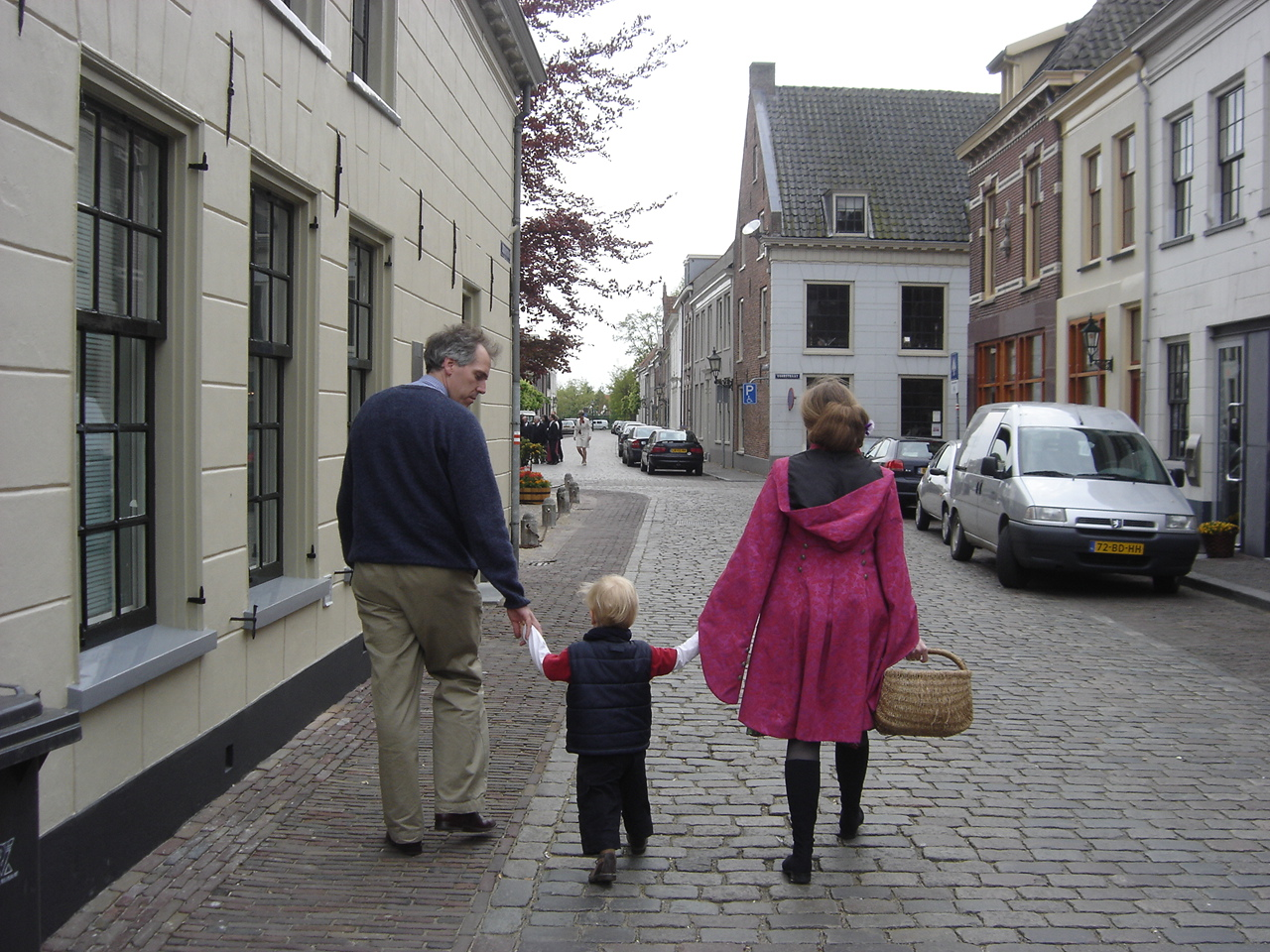
Бюренские пешеходы
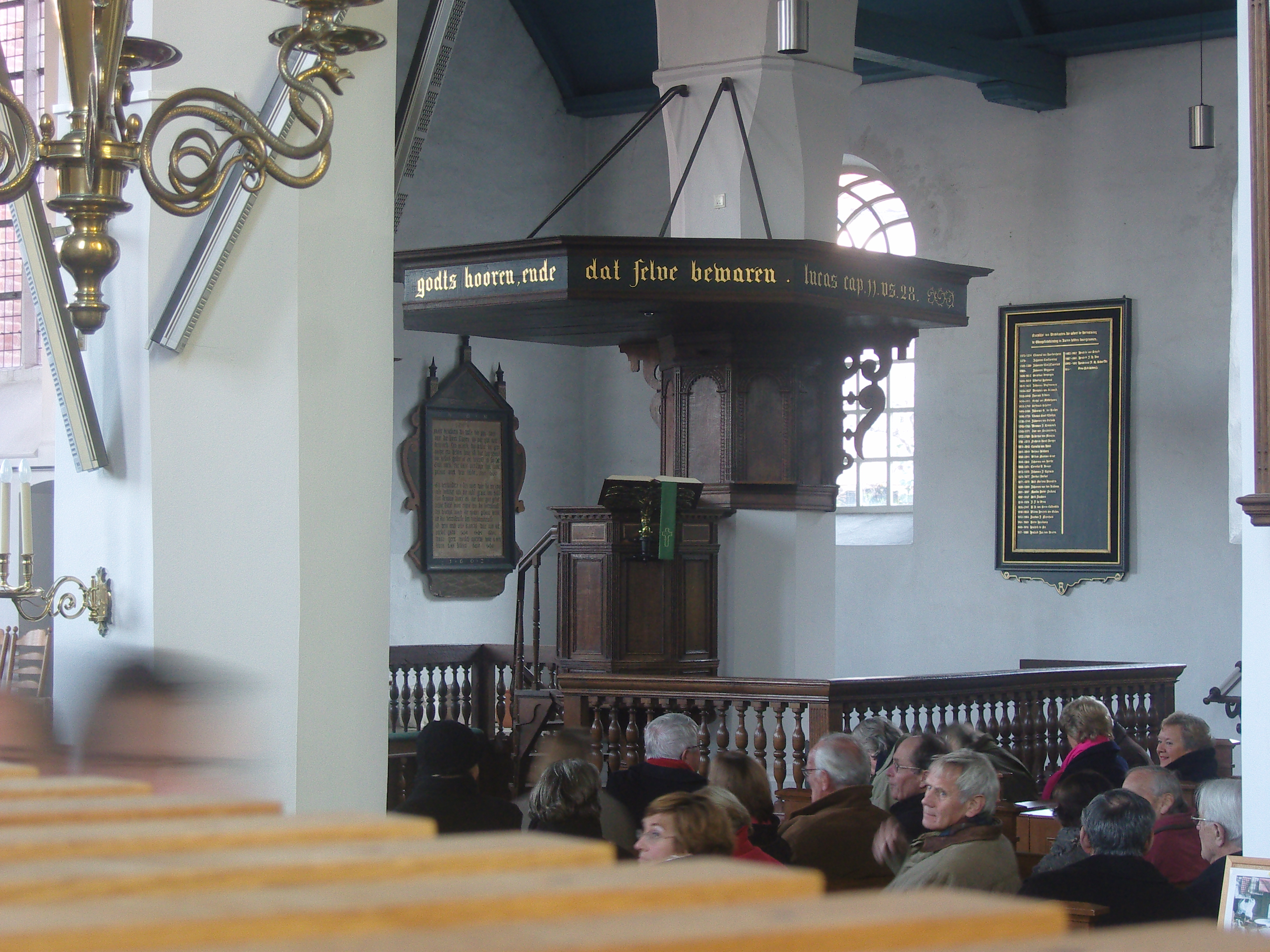
Кафедра церкви св. Ламберта